# Leibniz-Institut für Arbeitsforschung
Das Leibniz-Institut für Arbeitsforschung an der Technischen Universität Dortmund (IfADo) ist eine außeruniversitäre Forschungseinrichtung mit Sitz in Dortmund. Es befasst sich mit den Herausforderungen moderner Arbeitsumwelten. Im Zentrum der Arbeiten stehen die Erforschung grundlegender Lebensfunktionen und -prozesse, die Einschätzung gesundheitlicher Risiken sowie die leistungs- und gesundheitsförderliche Gestaltung und Optimierung von Arbeitsaufgaben und Arbeitsumgebungen. Es ist als An-Institut der Technischen Universität Dortmund angegliedert und Mitglied der Leibniz-Gemeinschaft.

## Geschichte
Das heutige Leibniz-Institut für Arbeitsforschung an der TU Dortmund hat seinen Ursprung in dem am 19. März 1912 gegründeten und zur Kaiser-Wilhelm-Gesellschaft zur Förderung der Wissenschaften gehörenden „Institut für Arbeitsphysiologie“ in Berlin. Aufgabe dieses Instituts, das 1913 seine Arbeit aufnahm, war „die wissenschaftliche Erforschung der Physiologie, Pathologie und Hygiene der geistigen und körperlichen Arbeit“. Erster Direktor war von 1913 bis 1926 Max Rubner, der einen Lehrstuhl an der Friedrich-Wilhelm-Universität zu Berlin innehatte. Dieses Institut wurde 1929 wegen der räumlichen Nähe der Stahl- und Montanindustrie nach Dortmund verlegt. Nach Gründung der Max-Planck-Gesellschaft im Jahre 1948, als Nachfolgeorganisation der Kaiser-Wilhelm-Gesellschaft, wurde das Institut unter dem Namen „Max-Planck-Institut für Arbeitsphysiologie“ weitergeführt.
1967 wurde der Forschungsschwerpunkt des Max-Planck-Instituts auf das Gebiet der Systemphysiologie verlegt und das heutige „Institut für Arbeitsforschung“ unter dem Namen „Institut für Arbeitsphysiologie an der Universität Dortmund“ ausgegliedert. Seit 1969 ist die „Forschungsgesellschaft für Arbeitsphysiologie und Arbeitsschutz e.V.“ Träger dieser Forschungseinrichtung. Gründungsmitglieder des Trägervereins waren das Land Nordrhein-Westfalen, die Max-Planck-Gesellschaft, die Universität Dortmund sowie die Stadt Dortmund, außerdem die IHK zu Dortmund, der DGB, die DAG und die BDA.
Im Jahr 1977 war das Institut für Arbeitsphysiologie eine der insgesamt 46 Forschungseinrichtungen, die in die sogenannte „Blaue Liste“ aufgenommen wurden, und war somit eine der ersten Einrichtungen, die nach den Bedingungen des Artikels 91b des Grundgesetzes gemeinsam von Bund und Ländern grundfinanziert werden.
Zum 1. November 2007 erfolgte aufgrund des Namenswechsels der Universität Dortmund eine Anpassung des Namens in „Institut für Arbeitsphysiologie an der Technischen Universität Dortmund“ und zum 1. Januar 2009 eine Änderung des Namens in „Leibniz-Institut für Arbeitsforschung an der Technischen Universität Dortmund“ um die Zugehörigkeit zur Leibniz-Gemeinschaft zu betonen und den multidisziplinären Charakter des Instituts durch den allgemeineren Begriff „Arbeitsforschung“ zum Ausdruck zu bringen. Die Abkürzung „IfADo“ wurde beibehalten.

## WHO Collaborating Centre
Vom 1. April 1987 bis zum 13. Februar 2020 hat das IfADo mit der Weltgesundheitsorganisation WHO als „WHO Collaborating Centre for Occupational Health“ (OCH CC) zusammengearbeitet.

## Aufgaben
Die zentralen Kernthemen sind:
- Der arbeitende Mensch in technischen Umgebungen
- Herausforderung Arbeit und Alter
- Äußere und innere Faktoren für Wohlbefinden und Leistung bei der Arbeit
- Sicherer Umgang mit Chemikalien in modernen Arbeitswelten[4]

Das Institut wurde zuletzt im Jahr 2017 einer Evaluierung durch den Senat der Leibniz-Gemeinschaft unterzogen. Für die Bewertung wurde eine unabhängige, internationale und fachlich einschlägige Sachverständigengruppe eingesetzt. In ihrem Bericht sind die Aktivitäten des Instituts wie folgt beschrieben:

„Das IfADo spannt einen beeindruckenden Bogen von der Grundlagenforschung über anwendungsorientierte Arbeiten bis hin zu vielfältigen und sehr gut nachgefragten Beratungsleistungen. Die Kombination arbeitswissenschaftlicher, lebens- und verhaltenswissenschaftlicher Zugänge und Methoden ist in Europa singulär.“

## Finanzierung
Nach dem Finanzierungsmodell der so genannten Blaue-Liste-Einrichtungen wird das Institut in Form einer Fehlbedarfsfinanzierung hälftig aus Mitteln des  Bundes und der Länder finanziert. Der Bundesanteil wird aus Mitteln des Bundesministeriums für Arbeit und Soziales (BMAS) getragen, der Länderanteil zu drei Vierteln vom Ministerium für Kultur und Wissenschaft des Landes Nordrhein-Westfalen. Das restliche Viertel des Länderanteils wird nach dem Königsteiner Schlüssel auf alle Länder aufgeteilt. Insgesamt hat das Institut einen Gesamtetat in Höhe von ca. 13 Millionen Euro einschließlich Drittmitteln.